# Kayak (entreprise)
Pour les articles homonymes, voir Kayak (homonymie).
Kayak est une entreprise américaine et un site web dont le moteur de recherche dédié au voyage permet de comparer les vols, les hôtels, les séjours et les voitures de location disponibles auprès de centaines de partenaires, via un site Internet et des applications mobiles.

## Histoire

### Fondation
Kayakest lancé en 2004 par les cofondateurs d’Expedia, Travelocity et Orbitz, dans le but de faciliter la recherche et la réservation de voyages en ligne. Une version alpha du site est finalisée dès le 5 mai 2004, suivie par une version beta en octobre de la même année et un lancement officiel du site le 7 février 2005. En décembre 2007, l'entreprise obtient 196 millions de dollars d'investissements et acquiert SideStep, un concurrent direct sur le marché américain. Le siège américain de Kayak se situe à Stamford dans le Connecticut, tandis que les équipes techniques sont regroupées dans la région de Boston.

### Reconnaissance
Après avoir été nommé dès 2007, Kayak reçoit en 2008 le prix du public dans la catégorie « Site de voyage » aux Webby Awards, avant de recevoir le prix principal en 2009 et un prix d'honneur en 2010. L'entreprise remporte à nouveau le prix du public en 2011, pour son application mobile lancée en 2009, puis trois prix supplémentaires en 2012 et un prix en 2013. Le Time Magazine liste par ailleurs Kayak parmi les 50 meilleurs sites internet. La presse française semble également saluer l'ergonomie des outils et les prix pouvant être trouvés sur Kayak,,. Les applications mobiles créées par Kayak apparaissent régulièrement parmi les meilleures applications de voyage. La reconnaissance de Kayak est illustrée le 1er octobre 2013, lorsque Barack Obama mentionne la marque lors de son discours sur l'arrêt des activités gouvernementales.

### Développement international
En mai 2010, Swoodoo, leader allemand du voyage en ligne, est racheté par Kayak. Cette acquisition est suivie par celle de checkfelix, premier site de voyage en Autriche, dont le fondateur John-Lee Saez devient directeur général pour la France. En 2014, le site est ainsi disponible dans une trentaine de pays, dont le Canada, la Suisse et la Belgique en ce qui concerne les marchés francophones. Après l'ouverture d'un siège européen à Zurich, un deuxième siège technologique est inauguré à Berlin en décembre 2013.

### Introduction en bourse et rachat
L'entreprise est introduite sur la Bourse du NASDAQ le 20 juillet 2012, quelques mois seulement avant l'annonce de son acquisition par le groupe Priceline le 8 novembre 2012 – une acquisition qui sera finalisée le 21 mai 2013.

## Concurrence
Alors que le guide américain Fodor's, créé en 1949 à Paris par l'écrivain d'origine hongroise Eugene Fodor, a lancé un classement des endroits où ne pas aller, pour les préserver,, dans une autre optique de tourisme durable, Google a concurrencé des prestataires aux touristes comme Kayak, Expedia, ou TripAdvisor, en étant « créateur de technologies » leur permettant d'être « très actifs dans la coproduction de leur expérience touristique ».